# 慈圓
慈圓（日语：／ Jien */?，1155年5月17日—1225年10月28日）是日本平安時代後期至鎌倉時代初期的僧人、歌人和歷史學家，九條家出身，官位是法印大和尚位大僧正，第62、65、69和71世天台座主，釋教三十六歌仙之一，侄子是同為《百人一首》歌人、新三十六歌仙和新六歌仙的九條良經。此外，他也是《愚管抄》的作者。

## 生平
慈圓最初的法號是道快，其父母在他兩歲和十歲時死去，因此他由藤原經定之妻養育成人。永萬元年（1165年或1166年），他成為青蓮院門跡覺快法親王的弟子，仁安2年10月3日（1167年11月16日）受戒自天台座主明雲而出家。根據《華頂要略》記載，他在嘉應2年8月10日（1170年9月21日）獲補任為一身阿闍梨，同年12月30日（2月6日）敘法眼，當時他在無動寺、江文寺和無動寺領善峯寺等地修行。治承2年閏6月29日（1178年8月14日），他補任為法性寺座主，養和元年11月6日（1181年12月13日）升法印，翌日補任為極樂寺和法興院等寺廟的別當，同年11月10日（12月17日）補任為楞嚴院、三昧院和成就院的檢校，同年11月13日（12月20日）則補任為常壽院別當，同年改名慈圓。
壽永元年7月29日（1182年8月29日），慈圓補任為無動寺檢校而被稱為無動寺法印，同年12月6日（1183年1月1日）獲全玄灌頂。元曆元年12月20日（1185年1月23日），他與全玄、實慶、俊証獲任命為護持僧。文治2年8月15日（1186年9月29日），他獲九條兼實補任為平等院執印別當，翌年5月24日（1187年7月2日）補任為法成寺執印。建久3年7月14日（1192年8月23日），他拜領日吉社新塔以及近江國細江莊為領知，同年11月29日（1193年1月4日）升權僧正，補任天台座主，並且再次擔任護持僧，翌年3月20日（1193年4月23日）補任權法務，建久5年正月17日（1194年2月9日）欲辭任天台座主、法務和權僧正被拒，不過隨著建久七年政變爆發後，他最終在同年11月26日（1196年12月17日）辭去所有職務，並且籠居，正治元年8月20日（1199年9月12日）又將青蓮院門跡讓予法印良尋。
建仁元年2月17日（1201年3月23日），慈圓再次就任天台座主和護持僧，翌年7月2日（1202年7月22日）由於良尋失蹤，慈圓再次擔任無動寺檢校，同年7月7日（7月27日）辭任天台座主，11月27日（1203年1月11日）再次就任平等院執印檢校。建仁3年2月18日（1203年4月1日），他升至大僧正，承元元年11月30日（1207年12月20日）就任四天王寺別當。建曆2年正月15日（1212年2月19日），他雖然第三度就任天台座主，不過建曆3年正月11日（1213年2月3日）便離任，寺院領、房屋和經書等均悉數交給朝仁親王，同年9月12日（9月27日）再次就任四天王寺別當，11月19日（1214年1月1日）第四度就任天台座主，建保2年3月4日（1214年4月15日）雖然一度請辭不果，但是最終在同年6月10日（7月18日）離任。
建保6年11月24日（1218年12月13日），慈圓獲准使用牛車。承久之亂爆發前，他寫下歷史書《愚管抄》。承久3年8月30日（1221年9月17日），他獲賜肥前國高來郡西鄉作為領地，貞應2年4月（1223年5月2日至5月31日）時將其所帶的門跡讓予良快，並且寫下遺言。嘉祿元年5月23日（1225年7月30日），慈圓將日吉新御塔和近江細江莊讓給道覺法親王，同年9月25日（11月28日）死去，享年71歲，其墓位於無動寺和善峯寺。嘉禎元年10月17日（1235年11月28日），九條道家將經文獻至慈圓之墓，嘉禎3年3月8日（1237年4月4日）獲賜諡號慈鎮。

## 和歌
| 敕撰和歌集     | 新編國歌大觀編號 |
| -------------- | --- |
| 千載和歌集     | 210、263、319、533、1020、1021、1137、1225、1275 |
| 新古今和歌集   | 33、95、177、242、251、258、278、282、352、360、379、390、404、427、445、453、476、503、512、520、521、559、580、602、618、637、679、680、699、794、802、832、833、834、835、841、942、984、985、1030、1223、1311、1322、1327、1330、1338、1469、1470、1482、1520、1521、1539、1556、1600、1614、1618、1658、1661、1671、1675、1740、1741、1747、1754、1755、1756、1757、1782、1783、1784、1823、1824、1825、1826、1827、1835、1880、1891、1900、1901、1902、1903、1904、1905、1931、1932、1933、1941、1942、1943、1944、1950 |
| 新敕撰和歌集   | 112、113、173、250、276、277、304、389、390、536、558、559、560、561、594、595、596、597、993、1027、1051、1140、1233、1264、1302、1305、1338 |
| 續後撰和歌集   | 166、529、538、570、576、615、621、629、633、634、780、823、953、997、1077、1133、1143、1194、1199、1201、1234、1236 |
| 續古今和歌集   | 174、251、291、357、414、557、670、1022、1167、1826、1920 |
| 續拾遺和歌集   | 101、211、302、435、438、504、748、1279、1326、1347、1359、1363 |
| 新後撰和歌集   | 48、417、702、749、753、1012、1029、1397、1527 |
| 玉葉和歌集     | 69、359、369、455、552、580、645、699、803、868、1193、1205、1244、1340、1471、1830、1876、2290、2502、2503、2531、2590、2591、2614、2670、2769、2800 |
| 續千載和歌集   | 72、792、899、1003、1853、1909 |
| 續後拾遺和歌集 | 59、146、184、771、1164、1211、1274 |
| 風雅和歌集     | 76、133、214、270、282、290、350、437、631、1436、1496、1902、1958、2079、2081、2085、2102、2153 |
| 新千載和歌集   | 177、820、856、1890、2087、2138、2140 |
| 新拾遺和歌集   | 89、270、654、867、946、1890 |
| 新後拾遺和歌集 | 190、605 |
| 新續古今和歌集 | 380、651、787、819、842、1517、1572、2030、2057、2060、2113 |

慈圓總共有267首和歌收錄於敕撰和歌集，其中92首和歌收錄於《新古今和歌集》，僅次於西行的94首，排在第二位，在《新敕撰和歌集》則以27首排在第五位，另有一首連歌收錄於《菟玖波集》「雜體連歌」（連歌大觀編號3817和3818）。他不但與晚年的西行有所交流，與侄子九條良經、藤原俊成的御子左家一門藤原定家和寂蓮等人也有交流，《後鳥羽院御口傳》形容其歌風與西行大致相近，其傑作不亞於他人（おほやう西行がふりなり。すぐれたる歌いづれの上手にも劣らず），將他與式子內親王、九條良經相題並論，《兼載雜談》則指慈鎮和西行才是真正的歌人，其他人不過是創作和歌的人。建仁元年7月27日（1201年8月27日），他與九條良經、源通親、堀川通具、藤原俊成、藤原有家、藤原定家、藤原家隆、飛鳥井雅經、源具親、寂蓮獲任命為和歌所的寄人。
- 釋教三十六歌仙
僧正慈圓
- 時代不同歌合
僧正遍昭 前大僧正慈圓

| 歌合           | 歌合                 | 歌合                 | 歌合             | 歌合           | 歌合             | 歌合             | 歌合 | 歌合 | 歌合 |
| -------------- | -------------------- | -------------------- | ---------------- | -------------- | ---------------- | ---------------- | ---- | ---- | ---- |
| 六百番歌合     | 慈鎮和尚自歌合       | 南北百番歌合         | 良經家十題撰歌合 | 院當座歌合     | 三百六十番歌合   | 老若五十首歌合   |      |      |      |
| 通親亭影供歌合 | 新宮撰歌合           | 鳥羽殿影供歌合       | 和歌所影供歌合   | 撰歌合         | 石清水社歌合     | 仙洞影供歌合     |      |      |      |
| 若宮撰歌合     | 水無瀨櫻宮十五番歌合 | 水無瀨殿戀十五首歌合 | 千五百番歌合     | 影供歌合       | 八幡若宮撰歌合   | 春日社歌合       |      |      |      |
| 元久詩歌合     | 卿相侍臣歌合         | 鴨御祖社歌合         | 賀茂別雷社歌合   | 院四十五番歌合 | 住吉社歌合       | 右大將家歌合     |      |      |      |
| 定數歌         |                      |                      |                  |                |                  |                  |      |      |      |
| 結題百首       | 結題百首             | 厭離百首             | 二見浦百首       | 早卒露膽百首   | 一句百首         | 一句百首         |      |      |      |
| 十題百首       | 十題百首             | 花月百首             | 二夜百首         | 正治初度百首   | 正治後度百首     | 正治後度百首     |      |      |      |
| 仙洞句題五十首 | 仙洞句題五十首       | 光明峯寺攝政家百首   | 文集百首         | 為家卿千首     | 基家家三十首     | 基家家三十首     |      |      |      |
| 其他           |                      |                      |                  |                |                  |                  |      |      |      |
| 良經家五首歌會 | 良經家五首歌會       | 三體和歌             | 三體和歌         | 三體和歌       | 最勝四天王院和歌 | 最勝四天王院和歌 |      |      |      |

## 百人一首
- 《小倉百人一首》
參議雅經
菱川師宣繪本
- 前大僧正慈圓
百人一首歌牌
- 《小倉擬百人一首》
前大僧正慈圓
大伴黑主 小町櫻靈（日语：積恋雪関扉）
歌川國貞的浮世繪

| 敕撰和歌集版本 | 《百人一首》版本 | 全日本歌牌協會版本 | 嵯峨嵐山文華館版本                                            | 劉德潤譯本                                  | 姜文清譯本                               |
| -------------- | ---------------- | ------------------ | ------------------------------------------------------------- | ------------------------------------------- | ---------------------------------------- |
|                |                  |                    | -{おほけなく うき世の民に おほふかな わが立つ杣に 墨染の袖 }- | 苦海茫無際 佛前表至誠 不才居比叡 墨袖護蒼生 | 甚冒昧 憂世救民 願弘法 比叡山寺 捨身出家 |

這首和歌收錄於《千載和歌集》卷第十七「雜歌中」，新編國歌大觀編號是1137，詞書是「題不知」」。此歌在千載集的署名是「法印慈圓」，由於千載集本身成書於文治4年（1188年或1189年），加上慈圓最初就任天台座主時是建久3年，因此他至少在這之前便已經創作了這首和歌，如果注重「墨染」含義的話，那可能是他初期定居於比叡山時的作品，有說法認為是壽永2年（1183年或1184年）時的作品。根據《經厚抄》的記載，此歌是收錄於《後撰和歌集》的作品（新編國歌大觀編號64）的本歌取，也有可能是基於《法華經》中的「以衣覆之」和「衣之所覆」等概念而成的作品，也有說法認為此歌是最澄收錄於《新古今和歌集》的和歌（新編國歌大觀編號1920）的本歌取。此外，這首和歌同時收錄於《慈鎮和尚自歌合》、《時代不同歌合》、《新三十六人撰》、《釋教三十六人歌合》、《定家八代抄》和《歌枕名寄》，另外道玄和尊圓法親王各有在詞書提及此歌的作品，分別收錄於《續拾遺和歌集》（新編國歌大觀編號1142）和《新千載和歌集》（新編國歌大觀編號881）。
首句有誠惶誠恐和力有不隸的意思，是表達謙虛的手法，為形容詞（不自量力）的連用形。第二句是指塵世間的萬民，和均是格助詞。第三句是指保護，與第四句為倒裝關係，則是表達感嘆的終助詞，三句切。第四句是指比叡山，借用了最澄在延曆寺根本中堂興建時所作和歌的一部分而成。末句既指被墨染黑的袈裟，為體言止，同時是掛詞，指（定居初時），承襲了第四句，袖和以比喻角度來看的話則是緣語。

## 家集
慈圓的家集有《拾玉集》，為六家集之一，大致可以分為五卷本系統（廣本）和七卷本系統（流布本），《國史大辭典》則指兩系統的收錄歌數分別是5,917首和4,617首，推測原本總計收錄歌數達6,117首。其中，五卷本系統前三卷為大致按年代排序的百首歌，卷一、卷二和卷三分別有13種、11種和12種百首歌，卷四是百首歌以外的和歌，卷五是贈答歌，卷末為今樣四首，以及五十首歌和二十首歌各一種。相對地，七卷本系統卷一至卷四以及卷六為百首歌，雖然與五卷本系統相比少六種百首歌，但是獨自收錄五卷本系統沒有的十題百首和詠百首和歌，卷五僅卷頭部分有三種百首歌，接連的六種百首歌則收錄於卷六，卷五剩餘的部分與五卷本系統的卷本也相同，卷七則為五卷本系統卷四的前半部分。此外，兩系統同樣缺少正治初度百首、仙洞句題五十首和最勝四天王院和歌等和歌，不過同樣有尊圓法親王的奧書，指出家集以嘉曆3年的「百首類聚」為基礎，在增添百首歌以外的和歌後，於貞和2年5月22日（1346年6月12日）由奉法親王之命的坊官大谷泰堅（瑚子丸）寫成，也有說法是指由法親王或奉法親王之命的慶運編撰而成。七卷本系統另有抄寫自「竹內門跡御本」的奧書。
兩系統亦可再細分為嘉曆類聚本系統本、貞和類聚本系統本、五卷本系統本、七卷本系統本、改編五卷本系統本以及「異本拾遺」系統本，總共六個系統。屬於嘉曆類聚本系統本的有九州大學附屬圖書館支子文庫藏本，收錄歌數是2,256首，卷末有慶運在嘉曆3年5月21日（1328年6月29日）的奧書。
其次，五卷本系統本有青蓮院藏本、宮內廳書陵部御所本（書架編號501·511）、國立歷史民俗博物館藏高松宮家傳來禁裏本和陽明文庫藏本（書架編號·2）等等。首先，青蓮院本收錄歌數是5,803首，分為五帖，第一帖至第三帖的目錄雖然有38項，不過其中第16項沒有正文，第20項則兩者皆無，第四帖和第五帖則沒有目錄，分別收錄短冊和雜詠以及贈答歌，此版本是在文明3年由足利義政下賜的版本與原本等版本校對而成，為《校本拾玉集》和《新編國歌大觀》底本。其次，國立歷史民俗博物館藏高松宮家傳來禁裏本，共五冊，為長28厘米，寬24.8厘米的袋綴，微淡淺葱色封面，外題是拾玉集，一面十行，和歌一首一行，詞書隔四至五個空格書寫，有文明3年3月4日（1471年3月25日）的奧書，為《和歌文學大系》底本。
另外，《私家集大成》和《新編私家集大成》以宮內廳書陵部御所本（書架編號501·511）為底本，家集在17冊六家集之中佔五冊，是長29.5厘米，寬21.5厘米的袋綴，薄茶色斐紙和楮紙封面，左上方是貼有白色鳥之子紙題簽，分別寫有「拾玉集二（如此類推）」，僅卷一已經剝落。卷四首頁寫有「六家集拾玉四」，背面是目錄，卷二的目錄在正面，其餘各卷則沒有目錄。正文料紙是楮紙，收錄歌數是5,826首，一面十二行，如果是短歌的話一行書寫，詞書、題和左注等隔三至四個空格，成書於近世初期，沒有奧書。另外，卷三和卷四的內容調轉，卷五第5172首和歌的詞書至第5178首和歌（新編國歌大觀編號5150至5156）的部分與第5179首和歌至第5181首和歌的左注部分（新編國歌大觀編號5147至5149）前後也調轉，與青蓮院本相比缺少12首和歌，分別是新編國歌大觀編號156、312、884-892和3950，另一方面卷二卷末則有此版本獨有的37首和歌。
其三，七卷本系統本有刊本六家集本、宮內廳書陵部藏本（書架編號151·416）、宮內廳書陵部藏梶井宮本（書架編號152·383）、宮內廳書陵部藏桂宮本（書架編號353·101）等等。其四，改編五卷本系有京都大學圖書館藏本、天理大學附屬天理圖書館藏本、名古屋市鶴舞中央圖書館藏本、肥前島原松平文庫藏本、關西大學圖書館藏慈圓家集本、神宮文庫藏本（書架編號文·1457）、筑波大學圖書館藏本（書架編號216·191）、久曾神昇藏本、神宮文庫藏本異本（書架編號文·1208）、早稻田大学图书馆藏本和宮內廳書陵部藏日野本（書架編號265·1105）等等。以七卷本系統為底本的《續國歌大觀》則是4,213首，《校註國歌大系》和《慈圓全集》也以此系統的版本為底本。最後，「異本拾遺」系統本有筑波大學圖書館藏本（書架編號216·15）、宮內廳書陵部藏慈鎮和尚詠拾玉之外（書架編號501·776）、國立國會圖書館藏拾玉集異本拾遺和宮內廳書陵部御所本慈鎮百首十一箇度（書架編號501·766）等等。
除了《拾玉集》外，慈圓的家集尚有《無名和歌集》，推測為其自撰的家集，收錄歌數僅120首，為僅有卷四冬部至卷五戀部的殘本，分別有宮內廳書陵部藏桂宮本（書架編號501·828）和冷泉家時雨亭文庫藏本，總共兩個版本。首先，宮內廳書陵部藏桂宮本是長29.3厘米，寬21.2厘米的袋綴，成書於江戶時代初期，藍角鱗形紋鼠色封面，左上方是靈元天皇親筆所寫的外題，右旁寫有「慈鎮和尚詠」，正文料紙是楮紙，一頁十四行，詞書隔兩至三個空格，和歌兩行書寫，推測同樣出自靈元天皇手筆，《桂宮本叢書》和《新編國歌大觀》以此為底本。
其次，冷泉家時雨亭文庫藏本為袋綴，後補封面的中央部分寫有「無名和謌集 不足 慈鎮大僧正之詠也 端九首俊成卿詠哥也 集付并丸之分不出拾玉哥也」，11頁著墨，成書於鎌倉時代後期，開首九首和歌是藤原俊成的返歌十首中的第二至第九首，另外新編國歌大觀編號34、41、45-47、53、61-62、88、95、97-98、102、107-112和116雖然稱作「不出拾玉哥」，但是由於第102首其實見於《拾玉集》（新編國歌大觀編號4232），因此實際上僅有19首和歌為此家集的獨有歌。需要注意的是第53首與收錄於《拾玉集》的和歌（新編國歌大觀編號3034）屬於改編和歌關係，正文彼此之間略有不同。此版本亦是桂宮本的祖本，為《冷泉家時雨亭叢書》以及《新編私家集大成》的底本。兩個版本同樣是冬部有冬歌62首以及四個歌題，戀部則始於「無名和歌集卷第五 戀部」，收錄戀歌58首，涵蓋卷四冬部的後半部分以及卷五戀部的前半部分。

## 古筆
以慈圓為傳稱筆者的古筆有春日表白、假名法華經切（藥師院切）、烏丸殿切（貫之集切）、建仁寺切、兩種小色紙、四種慈圓詠草、五種慈圓懷紙、慈圓願文、兩種慈圓消息、新十二月往來、新撰朗詠集切、法華經二十八品和歌、本能寺切和和圓山切等等。其中，懷紙、願文、消息和法華經二十八品和歌等是真蹟
| 名稱                                             | 名義                                             | 所藏                   | 指定日期      | 指定類型   | 參考資料      |
| ------------------------------------------------ | ------------------------------------------------ | ---------------------- | ------------- | ---------- | ------------- |
| 紙本墨書慈圓僧正消息（殘缺七種）                 | 紙本墨書慈圓僧正消息（殘缺七種）                 | 九州國立博物館         | 1935年4月27日 | 重要文化財 | [ 54 ]        |
| 別異弘願性戒鈔                                   | 別異弘願性戒鈔                                   | 耕三寺                 | 1935年4月30日 | 重要文化財 | [ 55 ]        |
| 慈圓僧正懷紙                                     | 慈圓僧正懷紙                                     | 奈良國立博物館         | 1935年4月30日 | 重要文化財 | [ 56 ]        |
| 紙本墨書慈圓僧正願文（嘉祿元年七月廿九日）       | 紙本墨書慈圓僧正願文（嘉祿元年七月廿九日）       | 相國寺                 | 1936年5月6日  | 重要文化財 | [ 57 ]        |
| 紙本墨書九條道家願文（慈圓筆，承久三年三月九日） | 紙本墨書九條道家願文（慈圓筆，承久三年三月九日） | 個人收藏               | 1937年5月25日 | 重要文化財 | [ 58 ]        |
| 紙本墨書慈圓僧正消息                             | 紙本墨書慈圓僧正消息                             | 真正極樂寺             | 1939年5月27日 | 重要文化財 | [ 59 ]        |
| 紙本墨書慈圓僧正消息（九品哥事）                 | 紙本墨書慈圓僧正消息（九品哥事）                 | 陽明文庫               | 1939年5月27日 | 重要文化財 | [ 60 ]        |
| 紙本墨書慈圓僧正消息（十月五日 權少將宛）        | 紙本墨書慈圓僧正消息（十月五日 權少將宛）        | 曼殊院                 | 1942年6月26日 | 重要文化財 | [ 61 ]        |
| 紙本墨書慈圓僧正願文（傳春日表白）               | 紙本墨書慈圓僧正願文（傳春日表白）               | 東京國立博物館         | 1949年2月18日 | 重要文化財 | [ 62 ]        |
| 紙本墨書慈圓僧正願文                             | 紙本墨書慈圓僧正願文                             | 東京國立博物館         | 1949年2月18日 | 重要文化財 | [ 63 ]        |
| 狹衣（傳慈円本）                                 | 狹衣（傳慈円本）                                 | 大阪青山歷史文學博物館 | 1972年5月30日 | 重要文化財 | [ 64 ]        |
| 壽永三年三月無動寺檢校慈圓讓狀                   | 三鈷寺文書（十一種）                             | 京都國立博物館         | 1978年6月15日 | 重要文化財 | [ 65 ]        |
| 慈円一期思惟記（自筆本）                         | 慈円一期思惟記（自筆本）                         | 青蓮院                 | 1989年6月12日 | 重要文化財 | [ 66 ]        |
| 無名和歌集                                       | 私家集                                           | 冷泉家時雨亭文庫       | 2002年6月26日 | 重要文化財 | [ 67 ] [ 68 ] |
| 慈圓自筆書狀                                     | 慈圓自筆書狀                                     | 專修寺                 | 2009年7月10日 | 重要文化財 | [ 69 ]        |
| 慈鎮和尚傳                                       | 慈鎮和尚傳                                       | 大谷大學博物館         | 2014年8月21日 | 重要文化財 | [ 70 ]        |
| 慈鎮和尚夢想記                                   | 慈鎮和尚夢想記                                   | 東京大學               | 2014年8月21日 | 重要文化財 | [ 71 ]        |

### 註解
1. ↑  詞書是指該和歌的主題和寫作動機等相關事宜[33]，題不知則是指相關事宜不明，亦有可能是因為沒有記錄的價值而省略掉[34]
2. ↑  體言止又稱名詞止，是指以名詞來替和歌收筆，從而帶出余韻[38]。

## 外部連結
- . 國書數據庫 （日语）.
- . 國書數據庫 （日语）.